# Rägavere
Rägavere è un comune rurale dell'Estonia nordorientale, nella contea di Lääne-Virumaa. Il centro amministrativo è la località (in estone küla) di Ulvi.

## Località
Oltre al capoluogo, il comune comprende altre 13 località (in estone küla):
Aasuvälja, Kantküla, Kõrma, Lavi, Männikvälja, Miila, Mõedaka, Nõmmise, Nurkse, Põlula, Sae, Uljaste, Ulvi, Viru-Kabala